# Un homme à la hauteur
Un homme à la hauteur (bra: Um Amor à Altura; prt: Um Homem à Altura) é um filme francês de 2016, do gênero de comédia romântica,  dirigido por Laurent Tirard e estrelado por Jean Dujardin e Virginie Efira. O filme é um remake do filme argentino Corazón de León, de 2013.
No Brasil, foi lançado nos cinemas pela California Filmes em 4 de agosto de 2016. Antes do lançamento, foi apresentado no Festival Varilux de Cinema Francês, sendo o terceiro filme que teve o maior público, ficando atrás de Chocolat e Agnus Dei.

## Sinopse
Depois de perder o telefone, Diane decide ir até uma pessoa que diz que irá ajudar a encontrá-lo. No local, o encontro toma um rumo inesperado.

## Elenco
- Jean Dujardin como Alexandre
- Virginie Efira como Diane
- Cédric Kahn como Bruno
- Stéphanie Papanian como Coralie
- César Domboy como Benji
- Edmonde Franchi como Monique
- Manöelle Gaillard como Nicole
- Bruno Gomila como Philippe
- Myriam Tekaïa como Stéphanie
- François-Dominique Blin como Sébastien

## Dublagem brasileira
- Alexandre:Tatá Guarnieri[10]
- Diane:Raquel Marinho[10]
- Bruno:Cesar Marchetti[10]
- Coralie:Rosangela Mell[10]
- Benji:Marcelo Campos[10]

## Recepção
Na França, o filme tem uma média de 2,8/5 no AlloCiné calculada a partir de 21 resenhas da imprensa. No site agregador de críticas Rotten Tomatoes, 39% das 36 resenhas dos críticos são positivas, com uma classificação média de 5/10.
Em sua crítica no Le Figaro,  Etienne Sorin avaliou com 2/5 da nota dizendo que "pode-se imaginar o que os irmãos Farelly teriam feito com tal assunto. Tirard não se arrisca e prefere jogar a carta da comédia romântica (amor mais forte que o olhar alheio). De repente, vemos as fragilidades do cenário, as instalações, que são as da maioria das comédias francesas."
O conselho editorial do CNews avaliou com nota 4/5 dizendo que "apesar de algumas hesitações na narração no meio do filme, e um desfecho que não poderia ser mais costurado com fio branco, a química entre Jean Dujardin e Virginie Efira floresce completamente na tela."